# Атмосферний супутник

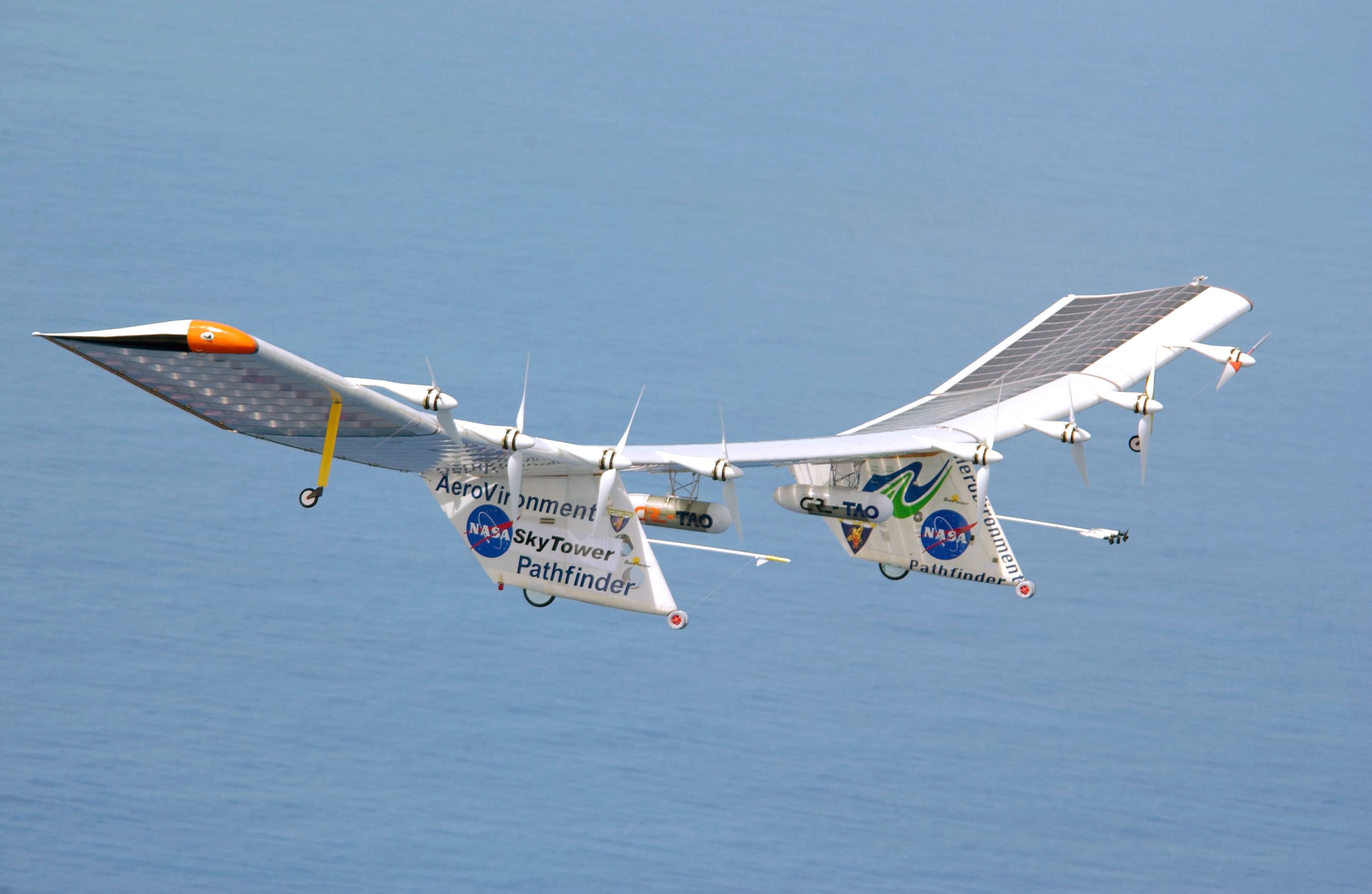
NASA Pathfinder

Атмосферний супутник (у США абревіатура atmosat, у Великій Британії використовується назва pseudo-satellite (псевдосупутник)) — це літальний апарат який безпосадково знаходиться в атмосфері протягом тривалого періоду часу, з метою виконання завдань, що традиційно виконуються штучним супутником.

## Опис
Атмосферні супутники знаходяться в повітрі за рахунок аеростатичних (наприклад, повітряні кулі) або аеродинамічних (наприклад, літаки) сил. Цим вони відрізняються від звичайних супутників на орбіті Землі, які знаходяться в безповітряному просторі шляхом відцентрової сили, отриманої з їхньої орбітальної швидкості. Для підтримки апарату аеродинамічного типу в повітрі використовується енергія сонця, для польоту в нічний час використовується накопичена за день енергія в акумуляторах.
Дотепер всі атмосферні супутники є безпілотними літальними апаратами.

## Подальший розвиток

### PHASA-35
22 липня 2023 року, як повідомило видання Bild, безпілотник британського виробництва «PHASA-35» був запущений у стратосферу з території штату Нью-Мексико (США). Він піднявся на висоту понад 20 кілометрів над Землею і пробув там близько доби. Американські випробування на полігоні White Sends стали частиною проєкту з розробки стійкого і стабільного БПЛА псевдосупутникового типу, на роботу якого не впливатимуть погодні умови та маневрування високо в повітрі. Планується, що дрон також не фіксуватиметься системами протиповітряної оборони. Сама компанія-виробник BAE Systems називає своє дітище «ультралегким висотним псевдосупутником (High Altitude Pseudo Satellite; HAPS) на сонячній енергії».
«PHASA-35» може використовуватися як для забезпечення покриття стільниковим зв’язком, так і для допомоги під час стихійних лих чи захисту державних кордонів з висоти. Британці позиціюють свій продукт як альтернативу повноцінним супутникам у військовій та комерційній сфері. Псевдосупутник важить 150 кг і має розмах крил у 35 метрів. У компанії також повідомили, що випробування пройшли успішно.